# Frans Joris

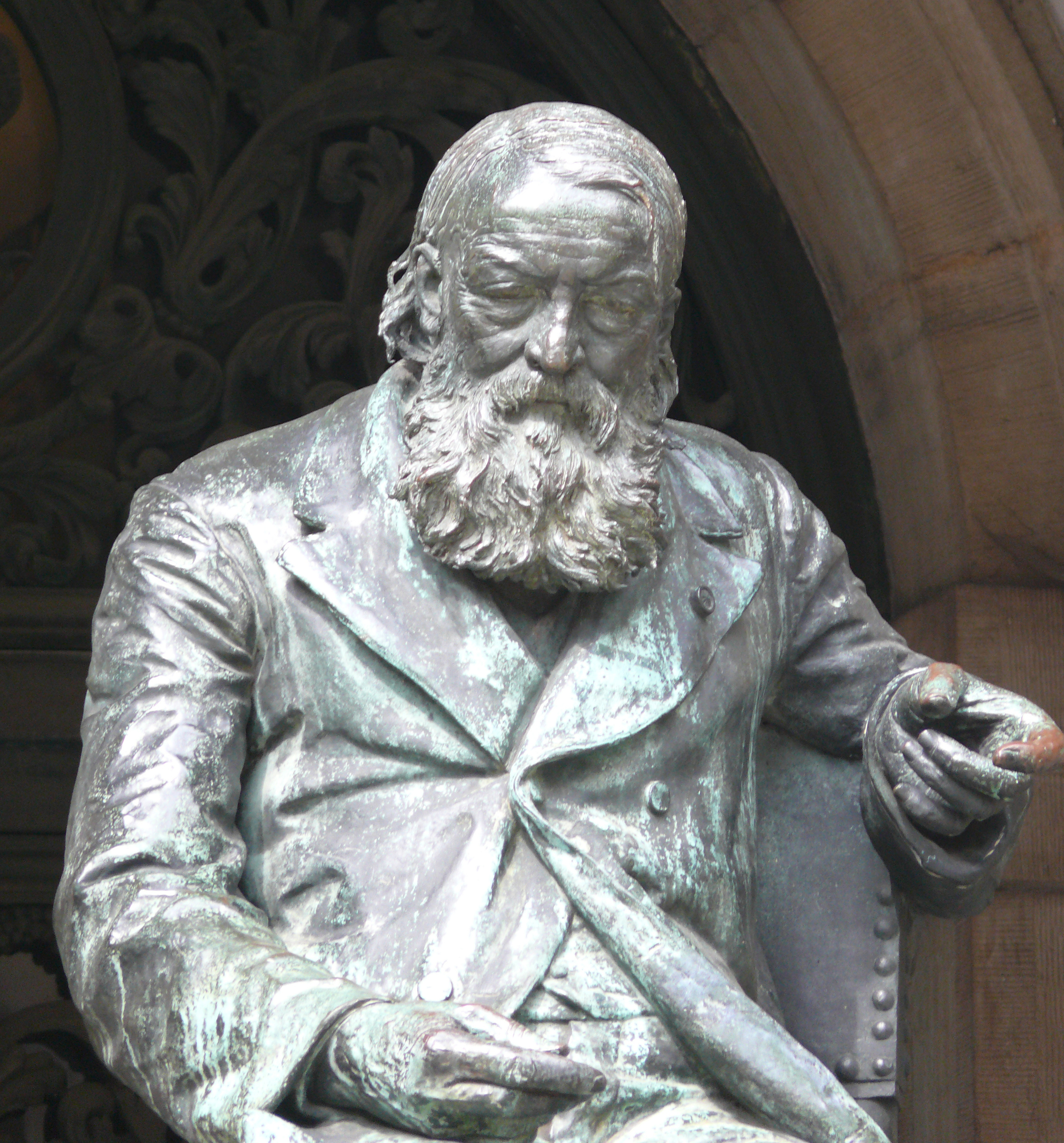
Het standbeeld van Hendrik Conscience zoals ontworpen door Frans Joris, voor het gelijknamige Hendrik Conscienceplein, 1883.

Frans Joris (Deurne, 25 maart 1851 – Antwerpen, 23 oktober 1914) was een Belgisch beeldhouwer.
Joris was leerling van Jozef Geefs aan de Koninklijke Academie voor Schone Kunsten van Antwerpen. In 1877 behaalde hij een eervolle vermelding in het concours van de Prijs van Rome. Vanaf 1883 was hij zelf docent aan de Academie. Hij had een atelier in de kapel van het Sint-Annagasthuis aan de Korte Nieuwstraat in Antwerpen. 
In het kader van de hernoeming van het Jezuïtenplein tot het Hendrik Conscienceplein creëerde beeldhouwer Frans Joris een standbeeld van de schrijver Hendrik Conscience, waarvoor Conscience zelf model stond. Vanwege gezondheidsproblemen was Conscience niet in staat om de plechtige onthulling van het beeld in augustus 1883 bij te wonen, en overleed een maand later. Bij de onthulling stuitte het beeld op kritiek van zowel het publiek als de pers, omdat het een bejaarde versie van Conscience uitbeeldde. Men had immers verwacht dat Frans Joris een jongere Conscience zou afbeelden, passend bij de periode waarin hij zijn iconische werk De Leeuw van Vlaanderen (1838) publiceerde. Desalniettemin gaf de familie van Hendrik Conscience aan dat de schrijver tevreden was met de weergave van zijn persoon, gebaseerd op de schetsen en voorontwerpen die Frans Joris hem had getoond in zijn laatste levensmaanden.
Na het overlijden van Hendrik Conscience werden al snel plannen gemaakt voor een grafmonument. Hiervoor werd een wedstrijd uitgeschreven, waaraan onder anderen beeldhouwers Jef Lambeaux en Alfons Van Beurden meededen. De wedstrijd werd gewonnen door Joris. Het grafmonument werd op 19 september 1886 op het Kielkerkhof onthuld door burgemeester Leopold de Wael. Later werd het praalgraf overgebracht naar de begraafplaats het Schoonselhof, waar het nog steeds te bezichtigen is.
Frans Joris overleed in Antwerpen en werd begraven op het Kielkerkhof. In 1936 werd zijn grafmonument overgebracht naar de nieuwe begraafplaats Schoonselhof.

## Werken
Antwerpen
- Monument Hendrik Conscience (1883), Hendrik Conscienceplein
- Standbeeld Victor Driessens (ca. 1885), Graanmarkt
- Grafmonument Hendrik Conscience (1886), ingehuldigd op het Kielkerkhof en sinds 1936 op het Schoonselhof
- Standbeeld burgemeester Leopold de Wael (1897)
- Monument Lodewijk van Bercken (1906), hoek Leysstraat/Jezusstraat
- Gedenkteken Baron Dhanis (1913),[4] Amerikalei
- Standbeeld Evarist Allewaert, Stadspark
- Gevelversiering 'De Twaalf Duivels' (1896), Transvaalstraat 59-61

Lier
- Monument Tony Bergmann (1898)[5]

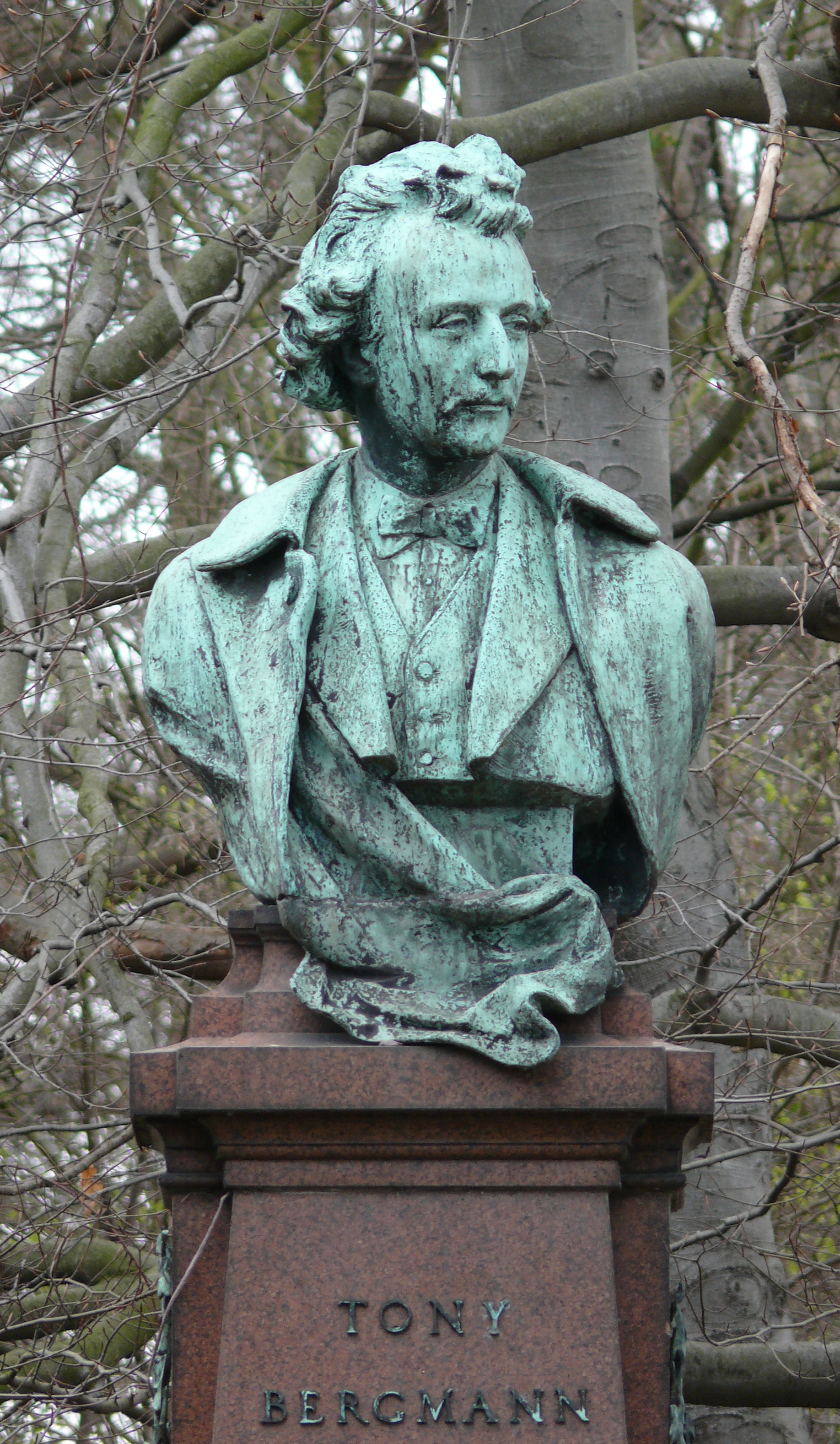
Monument voor Anton Bergmann (Lier)
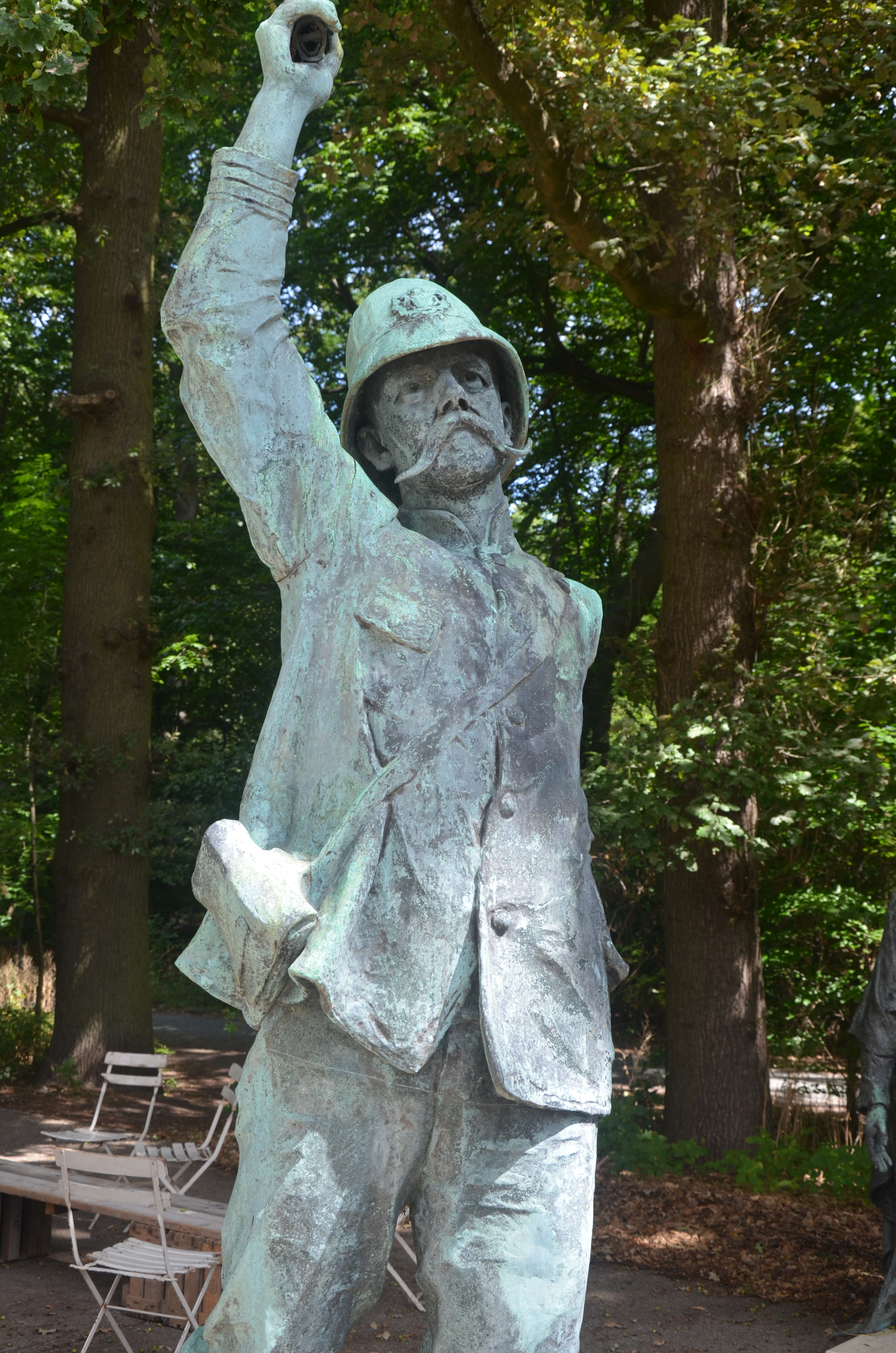
Restant van het Monument voor baron Dhanis (Middelheim)
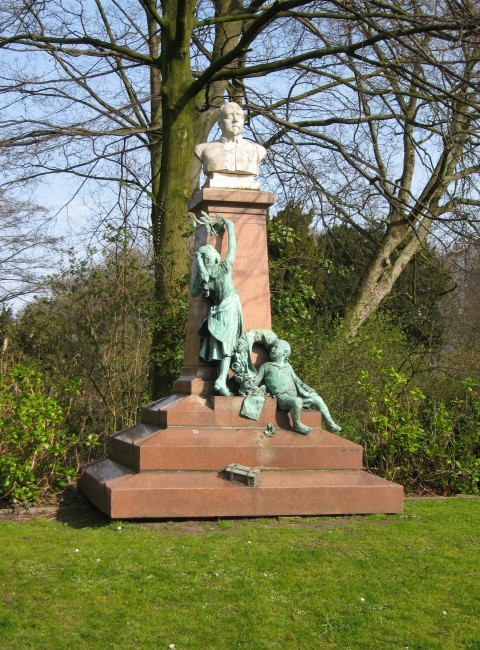
Monument voor Evarist Allewaert (Antwerpen)
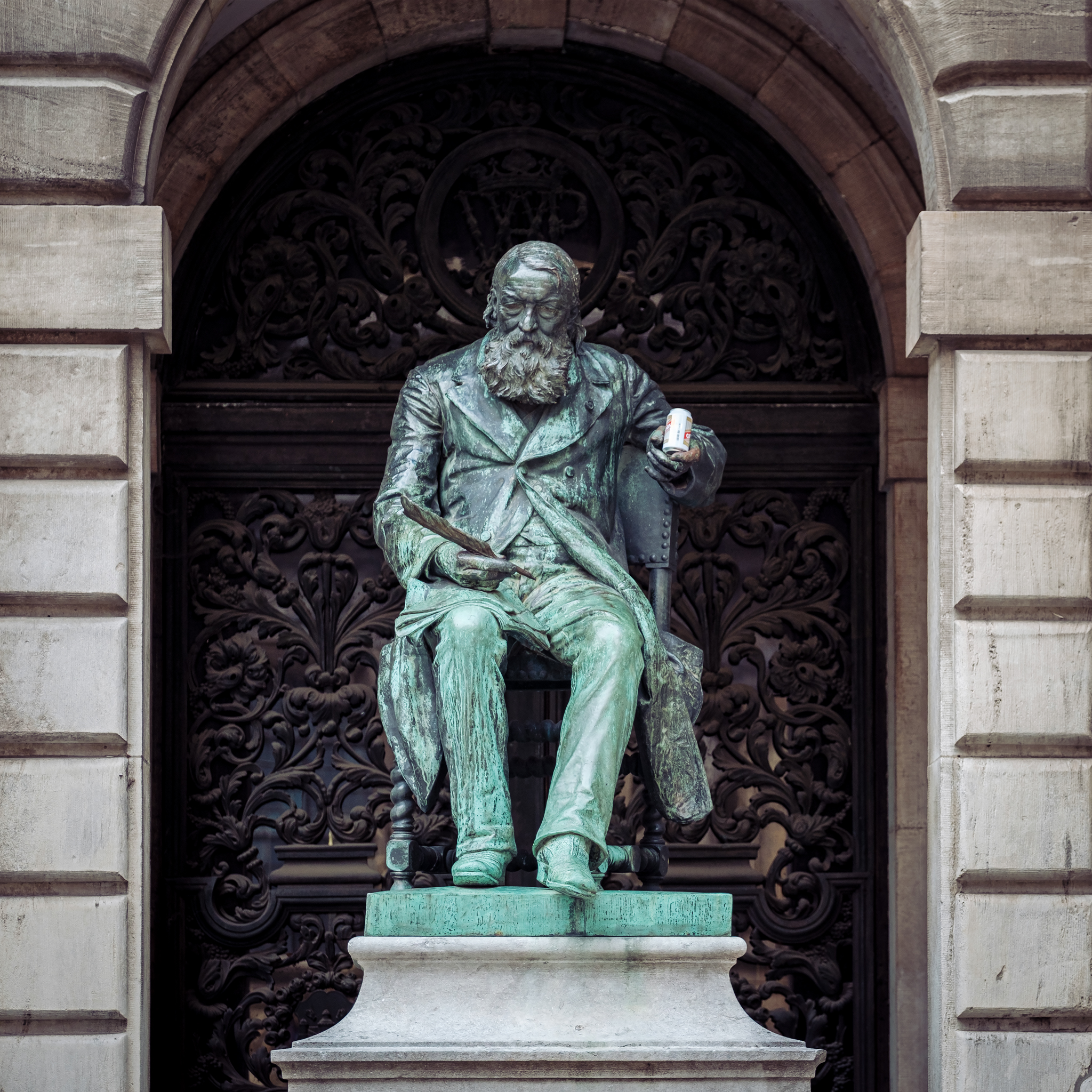
Monument voor Hendrik Conscience (Antwerpen)

- RKD-Nederlands Instituut voor Kunstgeschiedenis: 42914